# Juriniopsis lampuris
Juriniopsis lampuris là một loài ruồi trong họ Tachinidae.